# Rovné (Krabčice)
Rovné je část obce Krabčice v okrese Litoměřice. Nachází se na jihozápadě Krabčic. V roce 2009 zde bylo evidováno 151 adres. V roce 2011 zde trvale žilo 456 obyvatel.
Rovné leží v katastrálním území Rovné pod Řípem o rozloze 3,78 km².

## Historie
Nejstarší písemná zmínka pochází z roku 1194.

## Obyvatelstvo
|                                                          | 1869 | 1880 | 1890 | 1900 | 1910 | 1921 | 1930 | 1950 | 1961 | 1970 | 1980 | 1991 | 2001 | 2011 |
| -------------------------------------------------------- | ---- | ---- | ---- | ---- | ---- | ---- | ---- | ---- | ---- | ---- | ---- | ---- | ---- | ---- |
| Obyvatelé                                                | 298  | 387  | 405  | 505  | 542  | 563  | 554  | 373  | 504  | 477  | 489  | 437  | 444  | 456  |
| Domy                                                     | 54   | 61   | 76   | 80   | 102  | 113  | 116  | 120  | 149  | 105  | 105  | 123  | 136  | 142  |
| Počet domů z roku 1961 zahrnuje domy místní části Vesce. |      |      |      |      |      |      |      |      |      |      |      |      |      |      |

## Významní rodáci
- Vojtěch Bořivoj Aim (1886–1972), český hudební skladatel a dirigent

## Pamětihodnosti
- Venkovské usedlosti čp. 24, 25, 34 a 47
- Venkovská usedlost Vladimírov
- Venkovský dům čp. 17